# William Craig (escritor)
William Craig (1929–1997) foi um autor americano de ficção e não ficção.

## Carreira de escritor
Seu primeiro livro, The Fall of Japan (1968), é um relato de não ficção das últimas semanas da Segunda Guerra Mundial no Pacífico.
O primeiro romance de Craig, The Tashkent Crisis (1971), é um thriller da Era da Guerra Fria sobre espionagem e política internacional. Seu segundo livro sobre a Segunda Guerra Mundial, "Enemy at the Gates: The Battle for Stalingrad" (Inimigo aos Portões: A Batalha de Stalingrado), foi publicado em 1973. Trechos da história foram usados para estruturar o filme Enemy at the Gates (2001). O livro final de Craig foi um thriller de espionagem, The Strasbourg Legacy (1975).

## Vida pessoal
Casou-se com Eleanor Russell, que - como Eleanor Craig - foi o autor mais vendido de quatro livros, incluindo "P.S. You're Not Listening" (1972). Eles tiveram quatro filhos.
Seu segundo filho, William Craig, é o autor de Yankee Come Home: On the Road from San Juan Hill to Guantanamo (2012).